# ماهیچه پیشانی
ماهیچه پیشانی (انگلیسی: Frontalis muscle) از ماهیچه‌هایی است که بخشی از جمجمه را می‌پوشانند. در بدن انسان، ماهیچه پیشانی تنها در ایجاد حالات مختلف ظاهری در پیشانی نقش دارد.
برخی منابع ماهیچه پیشانی را ماهیچه‌ای جداگانه به‌شمار نیاورده بلکه آن‌را بخشی از ماهیچه پس‌سری‌پیشانی (occipitofrontalis) می‌دانند. عصب‌گیری ماهیچه پیشانی از عصب چهره‌ای است.

## نگارخانه

Position of frontalis muscle (shown in red)